# 棺

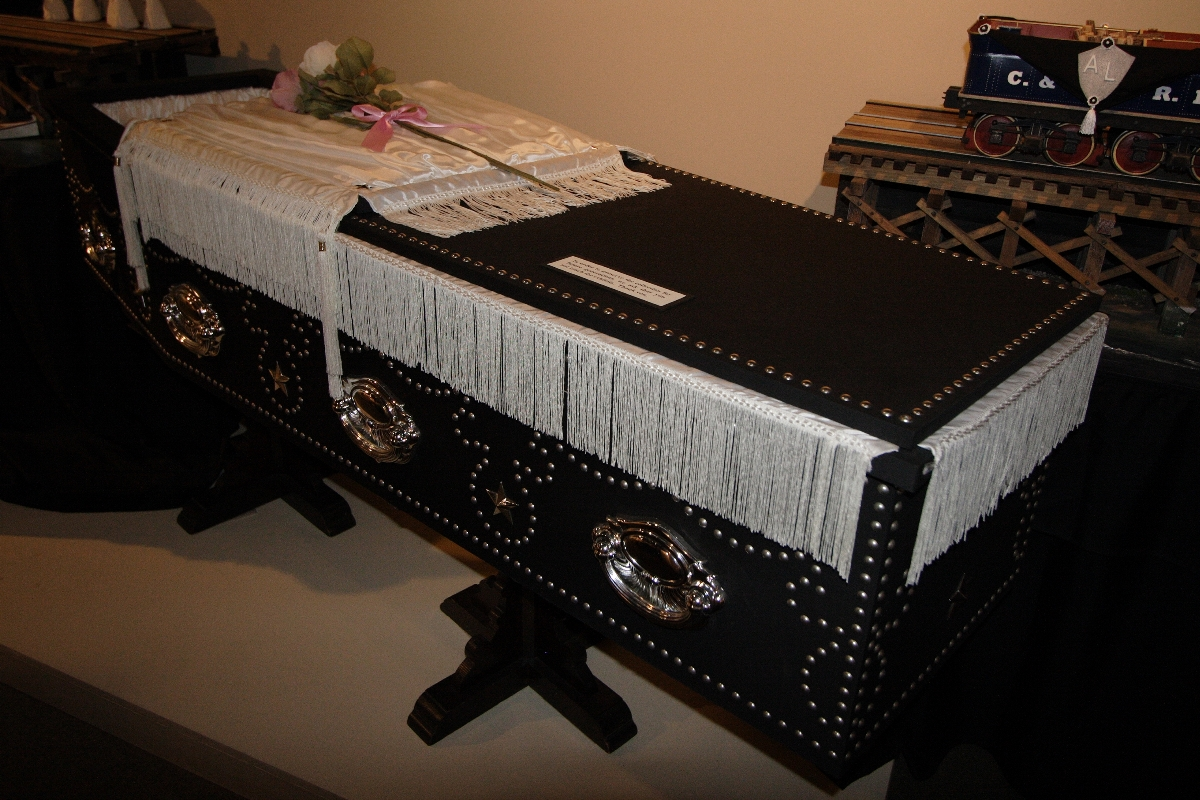
リンカーンの棺

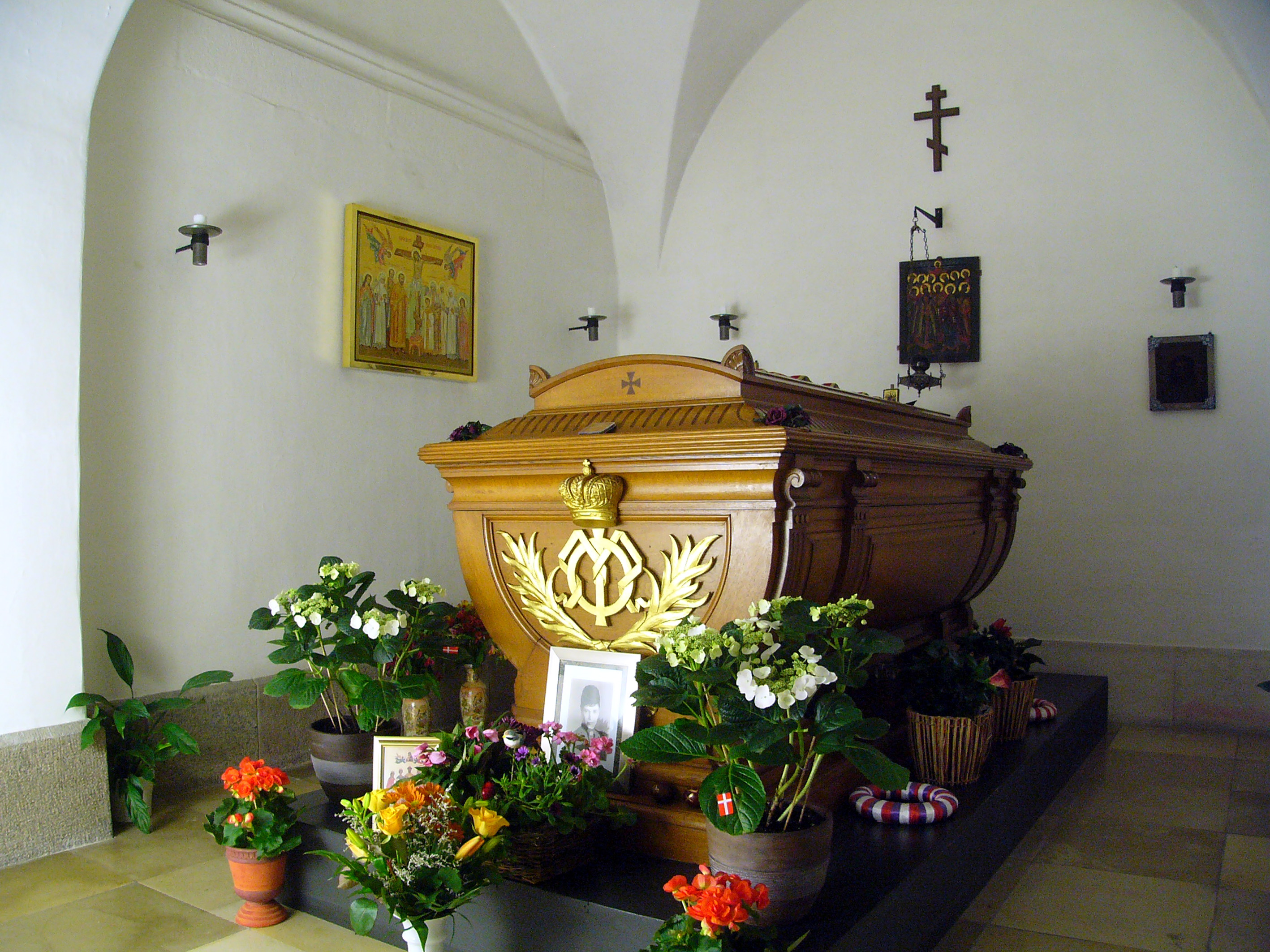
マリア・フョードロヴナの棺。後方の壁に掛けられているのは八端十字架。

棺（かん、ひつぎ、柩）とは、遺体を納めて葬るための容器。
俗に、中身が入っていないものを棺、遺体が収められたものを「柩」とする説があるが、遺体が収められたものを家から火葬場に送り出すことを「出棺」（しゅっかん）といったり、棺に「ひつぎ」の訓があるように、「かん」と「ひつぎ」の使い分けはほとんどない。なお、遺体が収められたものを霊柩（れいきゅう）、それを運ぶための車（自動車）を霊柩車（れいきゅうしゃ）という。

## 棺の種類

### 材質
材質に応じて木棺（もっかん）、石棺（せっかん）、陶棺（とうかん）等と称される。
木棺には次のような種類がある。
- 天然木棺

マキ、ヒノキ、モミなどの天然木を用いた木棺。天然木棺は、主材が檜（ヒノキ）、樅（モミ）、桐（キリ）などの無垢材が用いられ高級品である。
- フラッシュ棺

2枚のベニヤ材の間に芯材を入れて貼り合せた板材を用いた木棺。フラッシュ棺は、薄いラワン合板の間に芯材を入れて貼り合わせ、表面に天然木（桐が主流）を薄くスライスしたものを貼った突板貼り合板棺、木目を紙に印刷したプリント合板棺、布を貼った布張り棺がある。
一方、熱帯雨林の保護や地球温暖化そして地球資源の有効活用や、火葬で使用する燃料の削減など、環境に配慮した特殊段ボール製のエコ棺も出始めている。
火葬を前提とする日本の木棺は比較的に軽薄だが、土葬文化圏では高級家具や建具に準じる重厚豪奢な造りのものも見られる一方、経済的事情もありごく簡素なものまで千差万別ある。

### 形状
形状はそれぞれ箱型、カマボコ型、山型、舟型などがあり、外観には彫刻を施した総彫刻、五面彫刻、三面彫刻、二面彫刻などの彫刻棺もある。サイズは火葬場により入れられる寸法が異なる。蓋には遺体の顔を見られるように専用の蓋で開く小窓がついている事が多い。

### 納棺の形態
棺の形態には座った姿勢で納める座棺と寝た姿勢で納める寝棺がある。寝棺が一般的だが、日本では江戸時代までは座棺が主流であった。

## 納棺の儀式

### 仏教
頭を北向き（不可能な場合は西向き）にする枕直しをし、胸の上で合掌させ手に数珠をかけたりする。

### 神道
納棺後、毎日朝・夕または毎朝、生前が好んだ常餞（調理した食べ物）か生餞（未調理の洗米、塩、水など）を供える。

### キリスト教
神父や牧師の立会いのもと納棺は行われる。会葬者一同で祈りを捧げ、聖書を朗読し、聖歌を歌う。

## 各国の棺

### フランス
舟形の棺に、故人が成人であるときは黒、子供であるときは白の布を掛け、故人のイニシャルのついた盾を乗せる風習がある。

### 日本
弥生時代には、木棺や石棺、甕棺が使われた。弥生墳丘墓の棺は短く、内法で2メートル程度の組み合わせ箱形木棺が主流であった。中には底がカーブしており割竹形木棺のような棺もあり、組み合わせ石棺も北九州などにある。
古墳時代には、木棺や石棺が使われた。その形は様々で、木棺では刳り抜き式の割竹形（わりたけがた）、組合せ式箱形、長持形（ながもちがた）などがあり、石棺には割竹形、長持形などがある。
古墳時代に盛行した割竹形木棺（わりたけがたもっかん）は、直径1メートル前後のかなり太い丸木を縦に割り、内部を刳り抜いて大人1人の遺骸を収納できるようにした棺である。この名の由来は、竹を縦にわってつくったように見えることに由来するものと考えられる。舟形木棺（ふながたもっかん）も同じような造り方。棺の長さは平均でも5メートル前後、長いものは8メートルにもおよび、1人の遺骸を納めるには長すぎる。副葬品を入れるためとも思われるが、そればかりではないという意見もある。しかし、3分割して頭部上と足部下に各種品を納めている例もある。材質はコウヤマキが圧倒的に多い。
鎌倉時代からは円筒形を立てた桶型の棺（座棺）が主流となった。現在も使用されている「棺桶（かんおけ）」という呼称はこの形状に由来する。座棺は火葬が主流になる前、土葬をする際に多く用いられた。戦前の瀬戸内地方を舞台とした映画『カンゾー先生』でも、遺体を桶状の棺に入れて棒をわたし、男2人で棒を担いで運ぶシーンが登場する。土葬が主であった時代には座棺の方が墓穴が一回り小さく済み好都合だったが、火葬が主になるとより火の回りが良く、焼却炉の開口部も小さくできる寝棺が取って代わった。

### アメリカ
遺体袋など可燃性の袋が使われるケースも多い。